# المئيسة (ذي السفال)

تعديل مصدري - تعديل

المئيسة محلة تابعة لقرية منزل الورد، التابعة لعزلة وادي ضباء بمديرية ذي السفال إحدى مديريات محافظة إب في الجمهورية اليمنية، بلغ تعداد سكانها 173 حسب تعداد اليمن لعام 2004.